# Chiesa di San Giovanni Evangelista e di Maria Vergine Assunta
La chiesa collegiata di San Giovanni Evangelista e di Maria Vergine Assunta si trova a Santa Maria a Monte.

## Storia e descrizione
Venne consacrata nel 1466.
La facciata è caratterizzata da un ricco portale in pietra serena. Nell'interno, ad unica navata, si conservano alcune opere quattrocentesche, tra cui il fonte battesimale, un Crocifisso ligneo e due altari laterali. Il pergamo a cassa rettangonale, sostenuto da due leoni stilofori, è della prima metà del XIII secolo. L'ambone è pertinente all'attività del gruppo di scultori di origine lombarda convenzionalmente denominati Guidi.
Da notare una scultura in legno policromo, raffigurante la Madonna col Bambino (1255). Gli affreschi ottocenteschi con Scene della vita di Cristo di Luigi Ademollo sono andati perduti durante l'ultima guerra, eccetto quelli del presbiterio e della cappella del Santissimo Sacramento.
Nella chiesa sono custodite in un'urna le venerate spoglie della beata Diana Giuntini, patrona del paese.

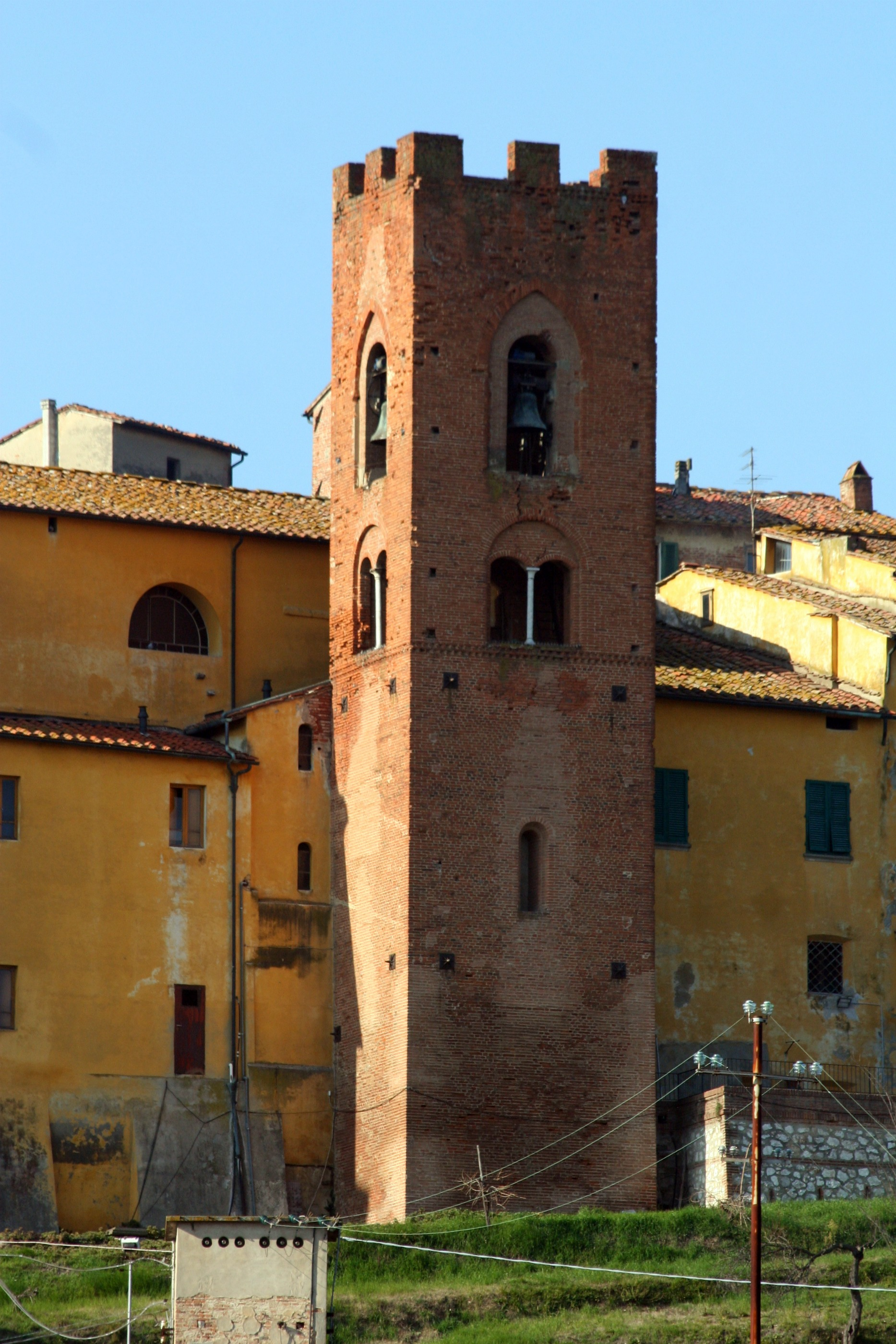
Campanile della Collegiata